# Ortogonalizare
În Algebra liniară, ortogonalizarea este procesul de găsire a unui set de vectori ortogonali care acoperă un anumit subspațiu. Formal, începând cu un set de vectori liniar independenți ({\displaystyle v_{1},...,v_{k}}) într-un spațiu cu produs scalar (cel mai frecvent în spațiul euclidian Rn), prin ortogonalizare rezultă un set de vectori ortogonali ({\displaystyle u_{1},...,u_{k}}) care generează același subspațiu ca vectorii {\displaystyle v_{1},...,v_{k}}. Fiecare vector din noul set este ortogonal cu orice alt vector din noul set; și setul nou și cel vechi au aceeași acoperire liniară. 
În plus, în cazul în care se dorește ca vectorii rezultat să fie versori, atunci procedura se numește ortonormare.
Cotidian, ortogonalizarea este procesul de scindare a unei probleme sau a unui sistem în componentele sale distincte.